# Leopold-Handgriffe
Die Leopold-Handgriffe, benannt nach dem Gynäkologen Christian Leopold (1846–1911), gehören zur körperlichen Untersuchung einer Frau während der Schwangerschaft. In Zusammenschau mit anderen klinischen und apparativen Untersuchungen (z. B. vaginale Untersuchung, Sonografie) dienen sie zur Abschätzung einer zeitgerechten Schwangerschaftsentwicklung und zur Lagebestimmung des Fetus im Mutterleib. Sämtliche Leopold-Handgriffe stellen eine Palpation durch die Bauchdecke dar und werden an der auf dem Rücken liegenden Patientin durchgeführt.

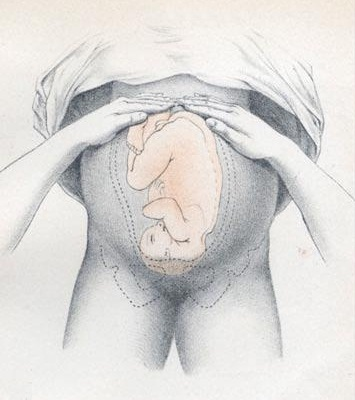
1. Leopold-Handgriff: Bestimmung des Fundusstandes
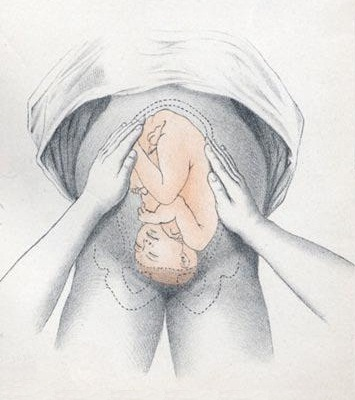
2. Leopold-Handgriff: Lage des Rückens und der kleinen Teile
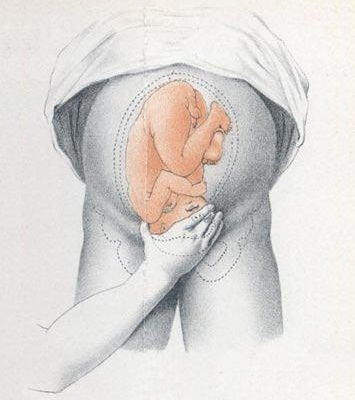
3. Leopold-Handgriff: Bestimmung des vorangehenden Teils
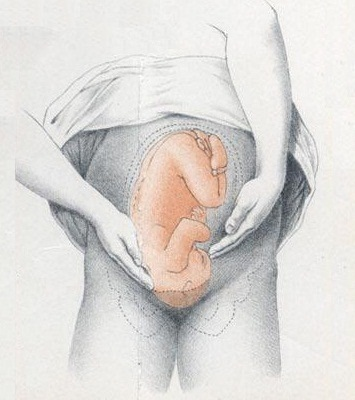
4. Leopold-Handgriff: Bestimmung der Einstellung

## 1. Leopold-Handgriff: Bestimmung des Fundusstandes
Mit beiden Handkanten wird – beginnend am Rippenbogen – versucht, den Fundus-Stand des Uterus zu ertasten. Im späteren Verlauf der Schwangerschaft (spätes zweites und drittes Trimenon) kann die Lage des Fetus bestimmt werden. So lässt sich z. B. bei Beckenendlage der Kopf des Kindes in Fundus tasten.

## 2. Leopold-Handgriff: Lage des Rückens und der kleinen Teile
Zur Ermittlung der Stellung des kindlichen Rückens werden die Hände links und rechts vom tastbaren Uterus angelegt. Durch leichten Druck werden Arme und Beine (kleine Teile) auf der einen und der Rücken auf der anderen Seite ertastet.
- I bedeutet: Rücken liegt links (jeweils von der Frau aus gesehen),
- II bedeutet: Rücken liegt rechts.
- I, IIa bedeuten jeweils: Tendenz nach vorne,
- I/IIb entsprechend Tendenz nach hinten.

Bei Querlage bezieht sich dies auf die Position des kindlichen Kopfes.

## 3. Leopold-Handgriff: Bestimmung des vorangehenden Teils
Er dient der Ermittlung der Lage des Fetus, das heißt, ob Schädel- oder Beckenendlage vorliegen. Hierzu legt der Untersucher die Hand oberhalb der Symphyse auf und versucht mit Daumen und Zeigefinger den Schädel des Kindes hin und her zu stoßen ('ballotieren'). Liegt das Kind in Beckenendlage, ist dies nicht möglich.

## 4. Leopold-Handgriff: Bestimmung der Einstellung
Er dient dem Ertasten der Einstellung (das heißt der Lagebeziehung des vorangehenden Teils zum Beckeneingang) des Kindes, nachdem es bereits etwas ins Becken eingetreten ist. Der Untersucher lässt seine Fingerspitzen langsam von lateral oben kommend parallel zur Leiste über der Bauchdecke ins Becken gleiten. So kann die Art (Kopf oder Beine) und Lage des vorangehenden Teils in Bezug zum Beckeneingang beurteilt werden.

## 5. Leopold-Handgriff/Zangemeister-Handgriff: Ausschluss eines Missverhältnisses zwischen Becken und Kopf
(auch: Zangemeister-Handgriff, benannt nach Wilhelm Zangemeister)

Der Zangemeister-Handgriff dient unter der Geburt dem Nachweis eines Missverhältnisses zwischen mütterlichem Becken und kindlichem Kopf, z. B. bei hohem Geradstand. Dazu legt der Untersucher eine Hand auf die Symphyse und die andere kranial davon auf den vorangehenden Teil des Kindes. Hierbei sollte die kraniale Hand auf einem niedrigeren Niveau liegen als die kaudale (das mütterliche Becken sollte hierbei den kindlichen Kopf überragen). Ist dies nicht der Fall, lenkt es den Verdacht auf ein Missverhältnis zwischen Becken und Kind.